# لوکوویتسا، سویلایناتس
لوکوویتسا (صربی: Lukovica}} یک منطقهٔ مسکونی در صربستان است که در Svilajnac واقع شده‌است.
 لوکوویتسا  ۷۷۸ نفر جمعیت دارد.